# قرقاول طاووسی مالایی
قرقاول طاووسی مالایی (نام علمی: Polyplectron malacense) نام یک گونه از زیرخانواده قرقاولیان است.